# 伊達保子
伊達 保子（だて やすこ、1827年8月1日（文政10年閏6月9日） - 1904年〈明治37年〉11月13日）は、江戸時代末期から明治時代にかけての仙台藩一門の女性。11代藩主・伊達斉義の3女。亘理伊達家13代当主・伊達邦実の正室。幼名は和子、通称は佑姫（ゆうひめ）、出家後は貞操院。
亘理伊達家が北海道開拓に従事した際、城での裕福な生活を捨てて、敢えて開拓に同行して、娘婿である伊達邦成の北海道開拓を支えると共に、過酷な開拓生活を家臣たちと共にし、一同の精神的支柱になり続けた。
また、自ら養蚕業を営み、福島県伊達市の養蚕事業の基礎を作った。「開拓の母」「伊達開拓の母」とも呼ばれる。

## 生涯

### 少女期 - 結婚
1827年（文政10年）に、仙台城で誕生した。当時は天災や凶作が続いた上に、誕生から間もなく父の伊達斉義が死去という不幸に見舞われたが、家は当時の大大名であり、深窓の姫君として城中で大切に育てられ、何不自由なく育った。幼少時より聡明で、芸事にも長け、思いやりにあふれる性格であった。周囲からも愛され、「お佑様がお通りになる」「お佑様がお風邪を召したそうだ」などと、人々の噂話にも頻繁に昇っていた。
1844年（天保15年）、17歳で分家の亘理伊達家・伊達邦実に嫁いだ。相次ぐ凶作のために、当時の仙台藩の財政は苦しく、嫁入り道具が作れないところであったが、兄の伊達慶邦は保子を非常に愛し、伊達家の歴代奥方の遺品、徳川家や近衛家の品など、歴代藩主夫人の嫁入り道具の中から保子が気に入ったものを持参した。
一男一女を産んだが、男子は早世。1859年（安政6年）に夫と死別し、落飾した。1人娘の豊子に、婿養子として伊達邦成を迎えた。宗家では邦成を他家に養子にする予定だったが、保子が反対して強引に亘理伊達家に迎え入れた。邦成が一人前の藩主になるまでは、保子が屋台骨の役目を務めた。保子は邦成から、実母同然に慕われ、亘理の人々からも敬愛された。

### 開拓の道へ
1868年（慶応4年）の戊辰戦争を経て、伊達藩を含む奥羽諸藩は賊軍の汚名を着せられた。亘理伊達家は領地のほとんどを失い、路頭に迷う藩士たちのため、明治2年（1869年）、邦成は北海道移住を決意した。
亘理の出発に際しては「戸主は夫婦携帯、独身移住は許さじ」との規則があった。保子はこのとき40歳代半ばで、当時としては初老といえる年齢であった。邦成はこの年齢のことや、城育ちのため、開拓生活は耐えられないと考えて、保子の兄の慶邦のもとで暮すように勧め、世話役として豊子を残して行こうと考えた。しかし保子は「自分も行きます」と言い張った。保子は邦成の義母とはいえ、伊達宗家の姫君であり、東京に出た兄の慶邦も一緒に住もうと引き留めたが、保子は聞き入れず、毅然と「武士の世界は領主と家臣が苦労をわかち合うべき」「家臣が家族皆で行くのに、領主が家族を残して行っては示しがつかない」と説いた。伊達一族の者たちも反対したが、保子はそれを押し切って、邦成や家臣たちと一緒に北海道へ行くことを決心した。

### 北海道開拓
保子は身の回りの物を売って旅費を作り、45歳の1871年（明治4年）2月、第三回移住で胆振国有珠郡（北海道伊達市）に渡った。保子の決断は迷う士族の気持ちを鼓舞した。
有珠の会所の物置を移して、仮住まいした。仙台城の生活とは一変、笹で葺いた屋根、簡単な床と、四方を筵で覆っただけの掘っ建て小屋であった。厳しい環境で暮らす姫君の姿に、家臣たちは涙した。
食事もまた、山海の幸に恵まれた豪華な御馳走とは打って変わって、イモの混ざった粥を、椀の代りにホタテガイの貝殻、箸の代りに木の枝で食べた。時には貝殻の鋭い淵で唇を切り、汁をすすりながら血を滴らせることもあった。それでも保子は取り乱すことなく、穏やかに食事を進めた。お付きの人々はその保子の姿に、顔を伏せ、密かに涙していた。収穫が成功せず、仙台から持参した食料も底を突くと、自生のフキが食料となった。米が不足し、作物といえばわずかのジャガイモやダイコンばかりの日が1か月も続くことや、木の根や木の実を食料とすることもあった。
保子はこのような過酷な生活でも、以前からそれを覚悟していたため、少しも動じることはなかった。誰にも愚痴をこぼさず、辛い素振りも見せなかった。娘の豊子と共に内助に尽くし、炊事、裁縫、孫の養育を一手に引き受けた。

### 邦実や家臣たちの支援
家臣たちは開拓の辛さに、移住を後悔することもあったが、そんな彼らの心の拠り所となったのが保子であった。保子は日課として、娘の豊子を伴い、自ら作った草餅、団子、茶などを重箱に詰め、開拓に励む人々を労った。また開墾する家臣たちのみならず、彼らの家族の体調をも気遣って、声をかけた
保子は、気品がありながらも、開墾に打ち込む家臣たちの野良着と同様に粗末な服を纏い、家臣たちを気遣う姿で、家臣たちを発奮させた。本来なら藩主の奥方とあれば、姿を見ることすら困難な存在であったため、家臣たちにとって、その存在そのものが誇りであった。その保子から直接声をかけられることは、家臣たちにとって大変な喜びであった。家臣たちは「貞操院様が自分たちと一緒にいてくださる」「この地に理想郷を築き上げて、貞操院様にもっと良い暮しをしていただこう」と、開墾に打ち込んだ。時には生活が苦しく、木皮や草の根すら食料とすることもあったが、保子はそれでも開拓を放棄しないよう、家臣たちを激励して回った。保子が家臣たちのもとを回る姿は、伊達村の画家である小野潭による作品『亘理開拓図絵』にも残されている。
有珠への移住は自費が条件であったため、仙台の本家からは保子を案じて毎年、御化粧代として金品が届けられた。保子はそれをすべて、家臣のために使った。さらに保子は、邦成が開墾資金の捻出のために全財産を売り払ったと知ると、自分で持参した多くの着物、装飾品、美術品を「今の自分には不要であり、老いた身では手入れも難しいので」と、邦成に差し出した。邦成はさすがに、保子が大切な宝物を手放すことは気が咎め、それを固辞した。しかし保子は「この地に美しい着物や宝物は不要、手織りの服と、この地でとれた野菜があれば十分」「今必要なものは今日食べる食糧であり、私の望みは皆の開墾の成功と名誉回復」と説いた。邦成は感涙し、保子の申し出を受け入れた。保子のこの協力により、家臣たちは貧窮の中でも、さらに団結を固めていった。
開拓は女性も共に加わっており、保子はその中心的な存在でもあった。開拓作業の合間にも、春の訪れを告げる桃の節句には、保子は花を生け、茶をたて、和歌を詠んで、女性たちと楽しいひと時を過ごした。雛人形も飾り、甘酒も振る舞った、保子は和歌を得意とする深い教養の持ち主でもあり、雛人形は女性たちの心を慰めた。女性たちに加えて子供たちも集め、開拓の苦労話などで皆の心を和らげることもあった。

### 養蚕の奨励
保子はその聡明さから、皆の生活をより良い方向へと向ける方法を模索した末に、山に自生しているクワに着目した。折しも開拓使は、気候や土地の条件から、その地を養蚕奨励地に定めていた。
保子は、養蚕業への取り組みを始めた。自らカイコの世話や、カイコの餌となるクワの畑の手入れをした。
1873年（明治6年）に伊達館ができると、2階に蚕棚を設け、邦成、豊子と共に蚕を育てて糸を紡いだ。家臣の妻たちも、保子の一家総出の行動に触発され、養蚕に尽力した。自ら働き、一粒の米も大切にする保子は開拓民の心の支えとなる。
こうした養蚕事業は、やがて福島県伊達市の養蚕事業の基礎へと繋がっていった。保子はこのように、苦難の中でも人々への協力を惜しむことがなかったっため、自分自身の余暇を楽しむことはほとんどなかった。

### 晩年

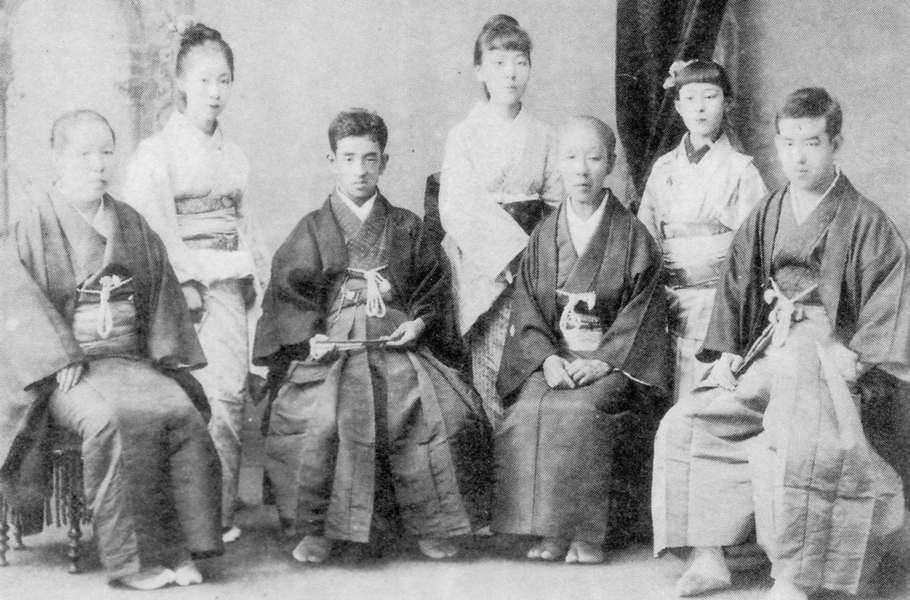
前列左より於勝（伊達宗基の母）、宗基、保子、伊達邦宗。後列左より不詳、都子（宗基の妻）、成子。東京の銀座で1893年（明治26年）に撮影。

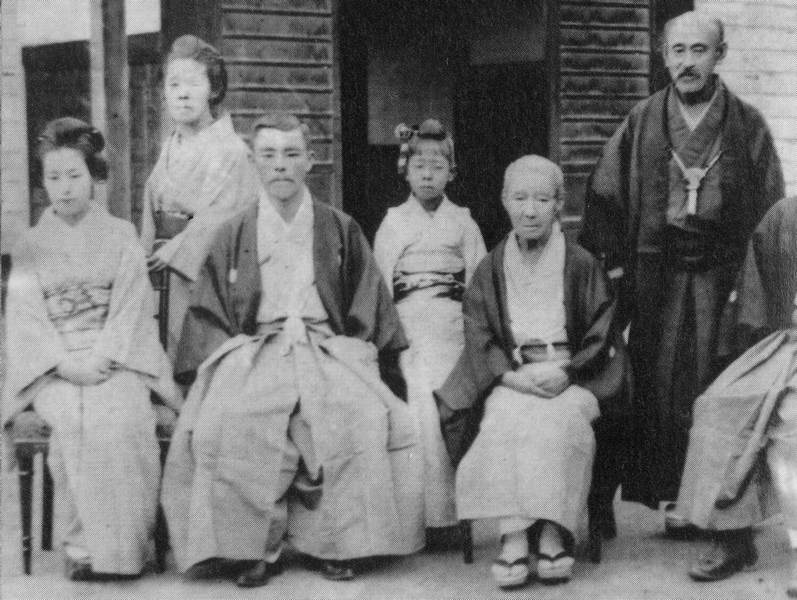
保子と邦成、家族たち。前列左より成子、佐竹義準、保子、基。後列左より豊子、佑子、邦成（伊達邦成#系譜を参照）。成子結婚の頃、明治31年（1898年）。

1881年（明治14年）、内国勧業博覧会で、有珠移民団の開墾と収穫内容が高く評価された。邦成は、開墾を進言した家臣である田村顕允と共に表彰を受けた。4年後の1885年（明治18年）には政府から、賊軍の汚名返上を意味する元士族としての籍が与えられた。
1885年（明治15年）には、邦成たちの士族復帰を機に「士族契約書」が作成され、誠実、団結、勤勉などを怠らず、士道を守って亘理の情愛を忘れず、開拓精神を維持するための契約会が結ばれた。保子はこの契約会の集まりで、花を生け、茶をたて、和歌を詠んだ。
娯楽の施設や時間もない開拓地において、保子の歌は人々を和らげ、力づけた。毎年の収穫期の契約会は特に楽しく、盛んな収穫感謝の会となった。
1892年（明治25年）、邦成は男爵の称号を授けられ、華族に列した。祝賀会の主催者代表である富田鐵之助は保子を評価して、「毅然としてその難きに堪え、公をたすけ、衆を励ますこと十年一日の如く」と述べた。
保子はこのとき60歳代後半に差しかかっており、当時としては高齢といえた。邦成は以前から保子の身を案じて、「北海道を去って安らかな余生を過ごしてほしい」と何度も勧めていたが、保子は「病気なら療養が必要だが、今は不要。墓参りをしようにも、何も成功せず墓前に参っては甲斐がない」として、頑としてそれを受けれることはなかった。しかし邦成が華族として認められ、賊軍の汚名が晴れたことで、ようやく帰省と先祖への墓参りの決心がついた。翌1893年（明治26年）7月より墓参と報告を兼ねた旅で、仙台、東京、亘理の各地を回り、各地で歓迎を受けた後、8月に帰邸した。
1904年（明治37年）11月13日、78歳で死去。保子の死去の際、邦成は病床にあり、保子の死を知った後、その後を追うように、同月の内に死去した。

## 没後
保子の墓碑は、北海道伊達市を一望する同市の幌美内墓地に、一族の墓碑と共に建てられた。墓石は2トンもの重さの石を、郷里の仙台から北海道へ運んで来たものであった。保子を慕う家臣たちはこの墓石を、馬車を用いず、自分たちの力だけで墓所の高台への坂を上って、運びきった。
保子が伊達本家から持参した貴重な嫁入り道具の数々は、先述の通り開拓資金の捻出のため、その大半が売却され、現存しない。かろうじて残された雛人形、貝合わせの貝、自鳴琴（オルゴール）などが、伊達家の姫としての暮しぶりを伝える品として、伊達市中心部の伊達市開拓記念館に保管・展示された。この中でも特に雛人形は、江戸時代中期の大型で豪華な享保雛であり、貴重な物である。毎年の桃の節句である3月3日には、無料開放が行われた。2008年（平成20年）のテレビドラマ『篤姫』放映時、伊達市の宮尾登美子文学記念館の開催による「篤姫と宮尾登美子展」に合せ、伊達市開拓記念館で「貞操院保子展」が開催された際には、誘導効果により約千人が訪れた。同館の閉館後は、だて歴史文化ミュージアムに寄贈された。
保子を軸にした伊達の開拓史への関心は、地元以外にも静かに広がっている。北海道札幌市の北海道有朋高等学校の教員が講師を務める高齢者市民講座では、2013年（平成25年）に「日本女性史」の中で保子が取り上げられた。
宮城県の郷土史家である齋藤敦子は、2014年（平成26年）の時代考証学会フォーラムを通じて、伊達保子を農業の近代化を成功させた立役者の1人して、保子の生きた江戸後期から明治にかけての宮城と北海道を舞台とした大型時代劇のドラマ化誘致活動のプロジェクトを開始し、児童向けに制作した「伊達保子物語」の図書館での展示、デジタル配信などの活動を行なっている。

## 短歌
保子は開拓初期における、数少ない女流歌人の1人でもあった。開拓で余暇のほとんどない中でも、短歌を詠み、自身の養いとしていた。その存在は、同時代の開拓地の女流歌人にも影響を及ぼしている。
しかしほとんどの歌は散ってしまったらしく、後年に残されている歌は10数首程度である。もっとも開拓初期の女流歌人の歌が少ないのは、当時は伊達など各部落でわずかに歌会などが開かれたに過ぎず、歌人も男性ばかりで女性は数えるほどしかいなかったため、また過酷な開拓生活では制作意欲も削がれたためと見る向きもある。
- すめらぎの 御国（みくに）のためと 思ひなば 蝦夷が千島も なにいとふべき
  - 保子の北海道移住を知り、仙台伊達家の人々が大反対したが、兄の慶邦は保子の固い決意を知って、「かかる世に 生まれあはずば はるばると 蝦夷が千島に君や やるべき」と、動乱の世のために妹を北海道へ送り出すことに心を痛める意味で歌を捧げ[58]、それに対して保子が決意の意味で[19]、こう返歌した[16]。大意は「蝦夷地の千島におもむくのも、すべてお国のためです。そう思えばなんの憂いもなく、いやなこともありません[* 5]」。保子の開拓に関する使命感[57]、盛んな気迫が伺われ[59]、亘理伊達家全体の決意と団結も詠い込まれている[60]。

- 今年より 蝦夷が千島にへだつとも 三とせの後に逢ぞ たのしき
  - 保子が北海道へ降り立った際に、慶邦へ送った歌。「三とせの後に逢ぞ たのしき」は、「3年後の再会が楽しみ」との意味だが、実際の保子の帰郷は20年以上後であった[22]。

- 霜露の深く染めけむ伊達村の ははその紅葉（もみじ）いろぞはえたる
  - 開拓開始から間もない頃に、北海道で過ごす冬を前にして、紅葉が露や霜に濡れて美しく輝く様子を見て、しばしの安らぎを感じて詠んだ唄[61]。大意は「伊達村には露霜もおりておりますが、木々の葉が赤く色づいて、とても美しく映えています[* 6]」。保子の喜びと、平安な心境が伺われる[40]。

- にいばりに 力を尽くせしももちは 珠有る里となりにけるかも[* 7]
  - 1889年（明治22年）の開拓20年祭で、開拓で土地が富んだことの感謝として詠んだ歌[42][62]。「にいばり」は開拓、「ももち」は数の多さ、「珠」は美しさを意味する[19]。「長年の開拓の末に有珠の地がすばらしい里になった」との感慨を詠っており[19]、人々の苦労を見ている保子の優しさも歌に現れている[43]。

## 人物・評価
保子が北海道移住を決意したとき、家臣たちは「お佑様も北海道へ行かれるではないか」と感激して移民団に参加し、その人数は実に780人以上に上った。このことから、保子がいかに人々に慕われていたかが伺われる。明治時代の官僚である金子堅太郎も、1895年（明治28年）に北海道を視察し、開拓の成績が最も良い土地の一つに伊達を挙げており、その主な要因として邦成や家臣の田村顕允の力量に加えて「連日の苦闘の中にあって、挫けようとする開拓者達の心を強く支えてくれたのは、一に邦成の母 貞操院保子の存在であった」と、保子の存在の大きさを示している。
ノンフィクション作家である合田一道は、日本の歴史を紐解くと、どうしても男性中心になりがちな中で、伊達氏の場合は保子の存在が、女性の立場を明確に位置付けているとしている。
歴史学者の高倉新一郎は、開墾には多くの資金を要するところを、保子が自らの貴重な品々を売却して賄ったことを始め、多方面で保子が邦成を支援したことについて、北海道開拓の内にはこうした母の隠れた力添えがあると述べ、保子を開拓者の母の典型として評価している。
北海道伊達市の郷土史家である松下昌靖は、伊達本家の血を引く保子が北海道へわたって開拓生活に身を投じることなど、家臣たちにとっては想像もできなかったであろうことから、家臣たちが開拓を放棄したくなったときも「貞操院様がいらっしゃるから北海道を去るわけにはいかない」と考えたとして、保子の存在の大きさを指摘している。亘理伊達家20代当主で、伊達市教育委員会の学芸員を務める伊達元成も、開拓の成功の理由の1つに、保子が伊達家の象徴として家臣の心のよりどころになっていたことを挙げている。
伊達市の伊達19代目当主である伊達俊夫の妻の伊達君代は、伊達家の歴史の大きな節目で女性が重要な役割を果たしているとして、保子の役割の大きさ、開拓の暮しぶりを歴史的に人々に伝えるべく、家に残された古文書の解読に取り組んでいる。また伊達君代は保子を、自分の意思を貫く前向きな女性としており、戊辰戦争で賊軍の汚名を浴びながらも逆境に耐えて、新天地に夢を馳せて懸命に生きた保子の生きざまを、仙台藩最後の姫にふさわしい、凛としたものと評価している。
保子が推進した養蚕について、仙台は袴地に適しているとして全国的に知られた高品質の絹織物である仙台平の産地であり、亘理の地は養蚕の中心地であったことから、窮乏生活を凌ぐために、後に日本の重要な輸出品目に育つ先端産業である養蚕に目を付けた点において、昭和期以降でいうところの町おこしのセンスに優れていたことを評価する声もある。
保子に関する歴史的な記述資料は、保子自身が詠んだ和歌などを除くと、邦成や家臣の田村顕允と比較して、非常に少ない。これは、封建社会における女性の立場の弱さが一つの要因と見られている。